# 北平原郡
北平原郡，中国東晉时设置的郡，後改稱平原郡、東平原郡。

## 建置沿革
晉孝武帝太元九年（384年），前秦青州刺史苻朗降晉，分青州樂安郡僑置平原郡，為區別於南方僑置的平原郡，稱北平原郡，治梁鄒城（今山東省鄒平縣北）。南燕獻武帝二年（399年），攻取東晉青州，改北平原郡為平原郡。晉安帝義熙六年（410年），滅南燕，復為北平原郡。
宋武帝永初元年（420年），改平原郡為南平原郡，北平原郡為平原郡。宋文帝元嘉九年（432年），分青州置冀州，平原郡改屬冀州。平原郡領平原、鬲、安德、平昌、般、茌平、高唐七縣。宋孝武帝大明元年（457年），僑置廣宗縣。宋明帝泰始四年（468年），平原太守劉休賓以郡降於北魏。
北魏獻文帝皇興三年（469年），改宋之冀州為齊州，平原郡為東平原郡，仍治梁鄒城。安德、般二縣改屬樂安郡，樂安郡臨濟縣改屬東平原郡。東平原郡遂領平原、鬲、臨濟、茌平、高唐、廣宗六縣。
北齊文宣帝天保七年（556年），省併鬲、臨濟、茌平、廣宗四縣；省併東清河郡、東平原郡入廣川郡，改稱東平原郡，治武強縣，領武強、平原、高唐、貝丘四縣。
隋文帝開皇三年（583年），廢東平原郡，領縣直屬齊州。

## 人口
- 宋孝武帝大明八年（464年），平原郡有5913戶、29267口。[3]
- 東魏孝靜帝武定中（543年－550年），東平原郡有13929戶、40403口。[5]

## 行政長官

### 北平原太守（384年－399年）
- 崔逞，字叔祖，清河東武城人，晉孝武帝太元九年（384年）出任。[7]
- 辟閭渾，晉孝武帝太元十三年（388年）至十七年（392年）見任。[8][9]

### 平原太守（399年－410年）
- 張豁，南燕獻武帝二年（399年）出任。[10]

### 平原太守（420年－469年）
- 申坦，魏郡魏人，宋文帝元嘉末在任。[11]
- 分武都，宋孝武帝大明二年（458年）前後在任。[12]
- 申纂，宋孝武帝大明五年（461年）前後在任。[13]
- 王玄默，宋明帝泰始二年（466年）前後在任。[14]
- 劉休賓，字處幹，平原人，宋明帝泰始四年（468年）舉城降於北魏。[4]
- 房靈悅，清河繹幕人，北魏獻文帝皇興二年（468年）出任。[15]

### 東平原太守（469年－500年）
- 路景略，陽平清淵人，北魏孝文帝太和中在任。[16]
- 鄭平城，滎陽開封人。[17]

### 平原相（500年－515年）
- 房伯祖，清河繹幕人。[15]

### 東平原太守（515年－520年）
- 司馬直安，河內溫人。[18]
- 李靜，字紹安，隴西狄道人，北魏孝明帝時在任。[19]

### 東平原相（520年－531年）
- 羅道珍，襄陽人。[20]
- 辛穆，字叔宗，隴西狄道人，北魏孝明帝正光四年（523年）至孝昌二年（526年）在任。[21]
- 辛子馥，字元穎，隴西狄道人，北魏孝莊帝永安二年（529年）出任。[21]

### 東平原太守（531年－577年）
- 鄭豪，滎陽開封人。[17]
- 封詢，字景文，渤海蓨人。[22]

## 國主
- 平原郡開國公高肇，500年－515年在位。
- 平原郡開國公元亮，520年－531在位，服闋後襲祖爵江陽王。